# 물병자리 3
물병자리 3은 천구 적도 근처의 물병자리 방향에 있는 항성이다. ‘3’ 표기는 플램스티드 명명법에 따른 것이다. 바이어 명명법으로는 물병자리 k, 변광성 표기법으로는 물병자리 EN으로 표기한다.

## 특징
평균 겉보기 등급은 4.429로 밤하늘에서 맨눈으로 볼 수 있다. 오차범위 5퍼센트 이내에서 이 별의 시차는 5.57 밀리초각으로 별까지의 거리는 약 590광년이다. 물병자리 3의 각지름은 주연감광 효과를 보정하여 5.60 ± 0.70 밀리초각이다. 별까지의 거리로부터 구한 물병자리 3의 반지름은 태양의 108배나 된다. 외곽 대기의 유효온도는 3,933 켈빈으로 우리 눈에 붉게 보인다.
물병자리 3의 분광형은 M3 III으로 적색 거성에 해당하는데, 이는 중심핵에 있던 수소를 모두 태운 뒤 주계열성 단계에서 벗어나 죽어가는 단계에 있다는 뜻이다.

## 변광성
| 주기(일) | 진폭(등급) |
| -------- | ---------- |
| 20.2     | 0.020      |
| 24.9     | 0.038      |
| 27.2     | 0.027      |
| 35.0     | 0.021      |
| 36.9     | 0.024      |
| 143.9    | 0.022      |
| 197.2    | 0.027      |

물병자리 3은 변광성인데 표와 같이 변광 주기가 여럿 있다.